# Дикі лебеді (фільм)
«Дикі лебеді» («Metsluiged») — радянський художній фільм 1987 року, знятий режисером Хелле Мурдмаа на кіностудії «Талліннфільм».

## Сюжет
Фільм за казкою Г.-Х. Андерсена. Дочка короля Еліза вирушає на пошуки своїх одинадцяти братів. Зла мачуха-відьма перетворила їх на диких лебедів і змусила блукати світом. Добрі люди, скелі та вітер показували дівчині дорогу. Щоб зняти злі чари, Еліза має сплести 11 сорочок із кропиви та накинути їх на лебедів. При цьому вона не може сказати жодного слова, інакше її брати загинуть.

## У ролях
- Катрі Хорма — Еліза (дублювала О. Севостьянова)
- Юріс Жагарс — принц (молодий король) (дублював Володимир Осипчук)
- Андрейс Жагарс — архієпископ (дублював Володимир Єрьомін)
- Інес Ару — добра матінка (дублювала Антоніна Шуранова)
- Гунар Кілгас — король, батько Елізи (дублював Павло Кашлаков)
- Лійна Орлова-Хермакюла — зла королева (дублювала Гелена Івлієва)
- Свен Раа — хлопчик-глашатай (дублював Ваня Волков)
- Хеленд Пееп — сліпий (дублював Микола Кузьмін)
- Леві-Даніель Мягіла — брат Елізи (дублював Женя Школьников)
- Пеетер Мурдмаа — брат Елізи
- Юрмо Ееспере — брат Елізи
- Каспар Янцис — брат Елізи
- Хендрік Лепп — брат Елізи
- Крістян Круусемент — брат Елізи
- Танел Урб — брат Елізи
- Харді Компа — брат Елізи
- Вернер Мяттас — брат Елізи
- Індрек Оолуп — брат Елізи
- Крістян Кивер — брат Елізи
- Арво Круусемент — кастелян, керуючий замком короля
- Мільві Юргенсон — чаклунка
- [[Ене Ярвіс — чаклунка
- Лууле Коміссаров — чаклунка
- Мар'є Метсур — чаклунка
- Марія Ірд — чаклунка
- Лейда Раммо — чаклунка
- Ейлі Сільд-Торга — чаклунка
- Еллу Пуудіст — чаклунка
- Малле Пярн — черниця
- Аго Роо — епізод
- Марйо Иєпа — статс-дама
- Хільда Аллікас — статс-дама
- Каарел Тоом — епізод
- Едуард Лусік — епізод
- Георг Янсон — епізод
- Оскар Лійганд — епізод
- Олев Паакспуу — епізод
- Кулно Райде — епізод
- Марі Торга — епізод
- Аннелі Бурк — епізод
- Ейнар Лайгна — епізод
- Хенрі Крімм — епізод
- Андра Крімм — епізод
- Тійт Мерісалу — епізод
- Майт Тармас — епізод
- Вероніка Калініна — епізод
- Вікторія Яковлєва — епізод
- Іво Мелдер — епізод

## Знімальна група
- Режисер — Хелле Мурдмаа
- Сценаристи — Хелле Мурдмаа, Савва Куліш, Юхан Війдінг
- Оператор — Аго Руус
- Композитор — Олег Каравайчук
- Художник — Рональд Колманн